# سفيتلانا خودتشينكوفا
سفيتلانا فيكتوروفنا خودتشينكوفا (بالروسية: Светлана Викторовна Ходченкова)‏ (الروسية:Светла́на Ви́кторовна Хо́дченкова، ولدت 21 يناير 1983) عارضة أزياء وممثلة مسرحية وسينمائية وتلفزيونية روسية.

## نشأتها
ولد سفيتلانا خودتشنكوفا في موسكو، روسيا السوفيتية، الاتحاد السوفياتي. عملت سفيتلانا لفترة وجيزة لوكالة عرض أزياء.
في عام 2005 تخرجت من معهد بوريس ششوكين للمسرح ، بوريسوف.

## روابط خارجية
- سفيتلانا خودتشينكوفا على موقع IMDb (الإنجليزية)
- سفيتلانا خودتشينكوفا على موقع ألو سيني (الفرنسية)
- سفيتلانا خودتشينكوفا على موقع أول موفي (الإنجليزية)
- سفيتلانا خودتشينكوفا على موقع قاعدة بيانات الأفلام السويدية (السويدية)
- سفيتلانا خودتشينكوفا على موقع قاعدة بيانات الفيلم (الإنجليزية)
- سفيتلانا خودتشينكوفا على موقع كينوبويسك (الروسية)

سفيتلانا خودتشينكوفا على إنستغرام